# Hans-Günther Döring

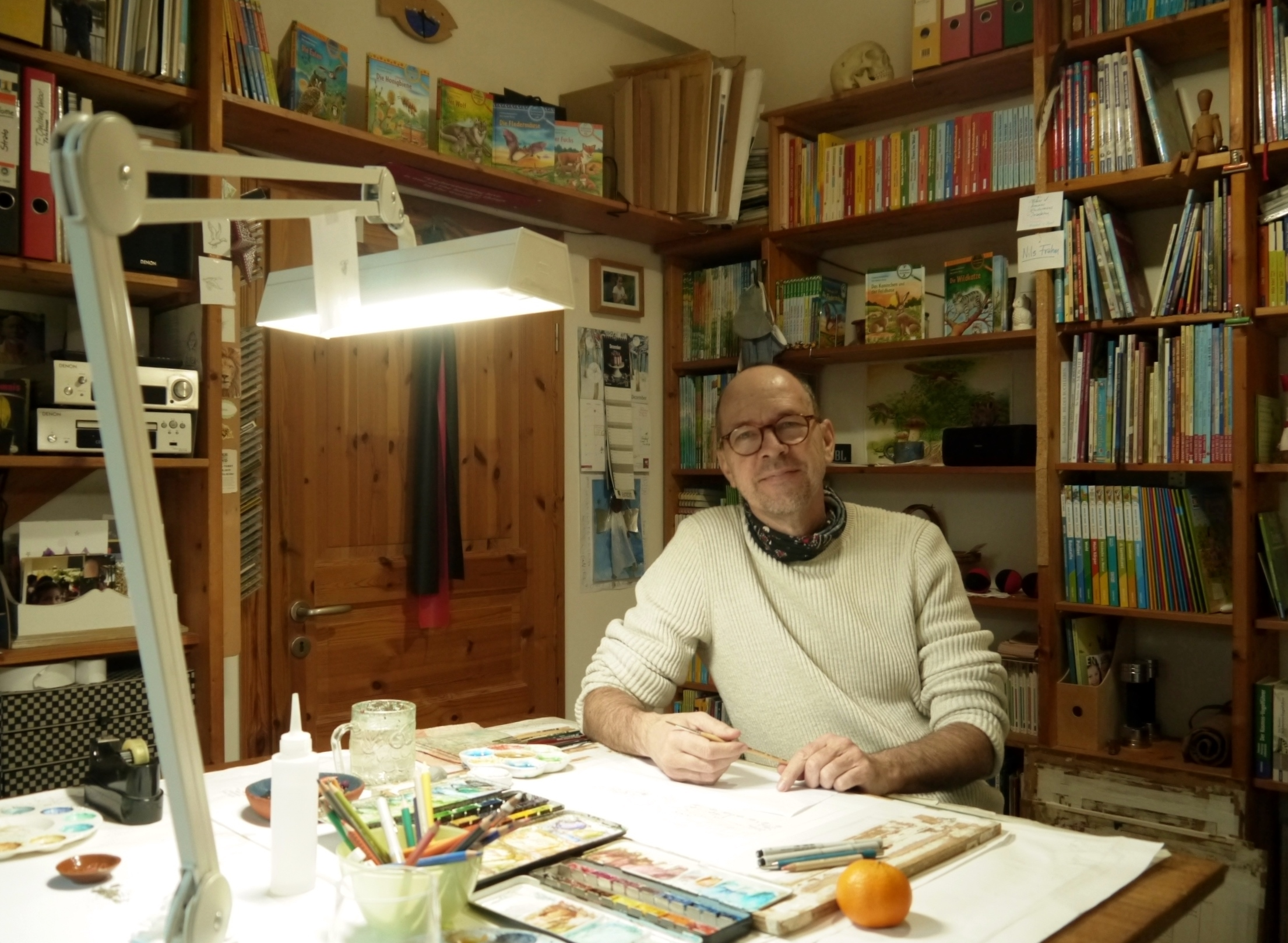
Der Illustrator in seinem Atelier 2020

Hans-Günther Döring (* 1962 in Hermannsburg) ist ein deutscher Autor und Illustrator.

## Wirken
Nach einer Ausbildung zum Dekorateur studierte Hans-Günther Döring an der Hochschule für Angewandte Wissenschaften Hamburg Kommunikationsdesign und Illustration. Gleich nach Erlangung seines Diploms begann er ab 1991 als „freier“ Autor und Illustrator zu arbeiten. Er hat seither zahlreiche Buchveröffentlichungen in mehreren Auflagen und Übersetzungen vorgelegt, von denen eine 2005 mit dem Umweltpreis für Kinder- und Jugendliteratur ausgezeichnet wurde.
Hans-Günther Döring lebt mit seiner Familie in der Nähe von Hamburg und unterrichtet dort Jugendliche und Erwachsene in figürlichem Zeichnen.

## Auszeichnungen
- 2005 Umweltpreis für Kinder- und Jugendliteratur als Illustrator gemeinsam mit dem Autor Marko Simsa für Filipp Frosch und das Geheimnis des Wassers

## Bibliographie

### Kinder- und Jugendliteratur

#### Text und Bilder
- Mein lustiges Drehscheibenbuch – im Kindergarten. Arena Verlag, Würzburg 2009, ISBN 978-3-401-09452-6.
- Mein lustiges Drehscheibenbuch – Tiere. Arena, Würzburg 2009, ISBN 978-3-401-09451-9.
- Mein lustiges Drehscheibenbuch – Auf der Baustelle. Arena, Würzburg 2012, ISBN 978-3-401-09909-5.
- Mein lustiges Drehscheibenbuch – Meine liebsten Tiere. Arena Verlag 2015, ISBN 978-3-401-70667-2.
- Mein lustiges Drehscheibenbuch – Alle Tiere sind schon da! Ein Zählbuch. Arena Verlag 2014, ISBN 978-3-401-70307-7.
- Mein lustiges Drehscheibenbuch – Unser großer Bauernhof. Arena Verlag 2014, ISBN 978-3-401-70332-9.
- Mein lustiges Drehscheibenbuch – Alle Farben kenn ich schon. Arena Verlag 2015, ISBN 978-3-401-70584-2.
- Mein lustiges Drehscheibenbuch – Bei der Feuerwehr. Arena Verlag 2017, ISBN 978-3-401-70759-4.

- WAS IST WAS – Jahreszeiten. Tessloff Verlag 2016, ISBN 978-3-7886-1921-3.
- WAS IST WAS – Ritterburg. Tessloff Verlag 2016, ISBN 978-3-7886-1923-7.
- WAS IST WAS – Streichelzoo. Tessloff Verlag 2017, ISBN 978-3-7886-1927-5.

- Hör hin! Was ist das? – Wilde Tiere.  Arena Verlag 2018, ISBN 978-3-401-71205-5.
- Hör hin! Was ist das? – In der Natur. Arena Verlag 2019, ISBN 978-3-401-71391-5.
- Hör hin! Was ist das? – Meine Tierkinder. Arena Verlag 2019, ISBN 978-3-401-71390-8.
- Hör hin! Was ist das? – Meine liebsten Vögel. Arena Verlag 2019, ISBN 978-3-401-71488-2.

- Mein schönstes Puzzlebilderbuch – Tierkinder. Arena, Würzburg 2009, ISBN 978-3-401-70209-4.
- Mein schönstes Puzzlebilderbuch – Tiere im Wald. Arena, Würzburg 2010, ISBN 978-3-401-09545-5.
- Mein erstes Puzzle-Spielbuch – Tierkinder. Arena Verlag 2013, ISBN 978-3-401-70139-4.
- Zieh und sieh! Wo wohnen die Tiere? Arena Verlag 2022, ISBN 978-3-401-71761-6

- Unterwegs zum Kindergarten. Ravensburger, Ravensburg 2000, ISBN 3-473-30785-8.
- Was wimmelt da auf dem Piratenschiff?. Arena Verlag, Würzburg 2008, ISBN 978-3-401-09261-4.
- Das große Wimmelbilderbuch – Auf der Ritterburg. Arena Verlag, Würzburg 2010, ISBN 978-3-401-09544-8.
- Mein großes Wimmelbilderbuch der Tiere. Arena Verlag, Würzburg 2012, ISBN 978-3-401-71347-2.
- Bilder suchen-Wörter hören, Mein sprechendes Tier-Wörterbuch. Coppenrath Verlag 2016, ISBN 978-3-649-62216-1.

### Kinder- und Jugendbuchillustrationen

#### Bilderbücher
- Gabriele Kiefer: Das Rabenfräulein und die Pantoffelmänner. Boje Verlag Erlangen 1991, ISBN 3-414-81845-0.
- Gabriele Kiefer: Ein Maulwurfmärchen. Boje Verlag. Erlangen 1993, ISBN 3-414-81844-2.
- Christine Merz: Fabian und der Zauberdrache. Herder Verlag, Freiburg 1992, ISBN 3-451-22414-3.
- Christine Merz: Lara wünscht sich eine Zwillingsschwester. Herder, Freiburg im Breisgau-Basel-Wien 1994, ISBN 3-451-23601-X.
- Christine Merz: Mit dem Wetterhahn durch das Jahr. Herder Verlag, Freiburg 1995, ISBN 3-451-23557-9.
- Manfred Eichhorn: Martin und Cemile – Eine St. Martin Geschichte. Impulse Musikverlag, Drensteinfurt 1996, ISBN 3-930974-83-1(formal falsch).
- Georg Schwikart: Fliegen müsste man können. Echter Verlag, Würzburg 1996, ISBN 3-429-01811-0.
- Ursel Scheffler: Die kluge Malwine. Thienemann Verlag, Stuttgart 1997, ISBN 3-522-43267-3.
- Kurt Meyer: Und sie fanden keinen Platz. Agentur des Rauhen Hauses 1998, ISBN 3-7600-0873-9.
- Ulrike Kaup: Mein erster Weihnachtsschatz. Arena Verlag, Edition Bücherbär 2003, ISBN 3-401-08651-0.
- Achim Bröger: Lena lässt sich nichts gefallen, Arena, Würzburg 2005, ISBN 3-401-08741-X.
- Marko Simsa: Filipp Frosch und das Geheimnis des Wassers. Annette Betz Verlag, Wien 2005, ISBN 3-219-11205-6.
- Sandra Grimm: Der kleine Sandmann sagt Gut´Nacht. Arena Verlag, Würzburg 2007, ISBN 978-3-401-09071-9.
- Barbara Rose: Fang den T-Rex. Coppenrath Verlag 2009; Neuausgabe 2020, ISBN 978-3-649-63347-1.
- Maria Seidemann: Hilfe für den kleinen Delfin. Arena Verlag, Würzburg 2011, ISBN 978-3-401-09793-0.
- Friederun Reichenstetter: Das kleine Eichhörnchen, Arena Verlag 2015, ISBN 978-3-401-70590-3.
- Friederun Reichenstetter: Der kleine Marienkäfer, Arena Verlag 2015, ISBN 978-3-401-70593-4.
- Friederun Reichenstetter: Der kleine Igel, Arena Verlag 2015, ISBN 978-3-401-70592-7.
- Friederun Reichenstetter: Die kleine Ente, Arena Verlag 2015, ISBN 978-3-401-70591-0.
- Friederun Reichenstetter: Der kleine Fuchs, Arena Verlag 2016, ISBN 978-3-401-70806-5.
- Friederun Reichenstetter: Das kleine Kaninchen, Arena Verlag 2016, ISBN 978-3-401-70804-1.
- Friederun Reichenstetter: Die kleine Eule, Arena Verlag 2016, ISBN 978-3-401-70805-8.

#### Erzählungen
- Uni Lindell: Überraschung im Zirkus. Verlag Sauerländer, Aarau und Frankfurt am Main 1990, ISBN 3-7941-3287-4.
- Martin Auer: Die Jagd nach dem Zauberstab. Beltz & Gelberg, Weinheim und Basel 1991, ISBN 3-407-80070-3.
- Liz Bente L. Daehli: Helle fängt sich einen Opa. Dressler Verlag, Hamburg 1992, ISBN 3-7915-0390-1.
- Christa Zeuch: Der Hase Pumpernickel. Arena Verlag, Würzburg 1993, ISBN 3-401-04400-1.
- Anne Braun (Hrsg.): Das grosse bunte Bärenbuch. Benziger-Ed. im Arena Verlag, Würzburg 1992, ISBN 3-401-07100-9.
- Frauke Nahrgang: Steffi. Anrich Verlag, Kevelaer 1993, ISBN 3-89106-174-9.
- Ulrich Karger: Dicke Luft in Halbundhalb. Boje Verlag. Erlangen 1994, ISBN 3-414-83602-5; TB-Neuausgabe. Edition Gegenwind – BoD, Norderstedt 2011, ISBN 978-3-8391-6460-0.
- Frauke Nahrgang: Küssen verboten. Anrich Verlag, Kevelaer 1994, ISBN 3-89106-194-3.
- Frauke Nahrgang: Andy Bärchen Eisenmann. Anrich Verlag, Kevelaer 1995, ISBN 3-89106-235-4.
- Christine Merz: Mit dem Wetterhahn durch das Jahr. Ein Jahreslesebuch. Herder, Freiburg im Breisgau-Basel-Wien 1995, ISBN 3-451-23557-9.
- Ulrich Karger: Homer: Die Odyssee. Nacherzählung. Echter Verlag, Würzburg 1996, ISBN 3-429-01809-9.
- Alfred Wellm: Das Pferdemädchen. Beltz&Gelberg, Weinheim und Basel 1996, ISBN 3-407-79738-9.
- Volkmar Röhrig: Benny und der Weihnachtszauber. Arena Verlag, Würzburg 2002, ISBN 3-401-05474-0.
- Manuela Treitmeier: Das große Buch der Weihnachtsfreude. Herder Verlag 2002, ISBN 978-3-451-27874-7.
- Frauke Nahrgang: Der Bücherbär: Pelle auf großer Fahrt: Wikingergeschichten. Arena Verlag, 2008, ISBN 978-3-401-09309-3.
- Frauke Nahrgang: Der Bücherbär: Finn entdeckt das weite Meer: Delfingeschichten. Arena Verlag, 2009, ISBN 978-3-401-09426-7.
- Ursel Scheffler: Die schönsten Tierfabeln, Kerle Verlag 2011
- Ulrike Kaup: Ida, Lou und Balthasar und der verzauberte Weihnachtsbaum. Arena Verlag 2014, ISBN 978-3-401-70391-6.
- Nortrud Boge-Erli: Rittergeschichten für 3 Minuten. Arena Verlag, Würzburg 2016, ISBN 978-3-401-70811-9.

#### Sachbilderbücher
- Patricia Mennen: Wieso? Weshalb? Warum? – Wir entdecken die Stadt. Ravensburger Buchverlag 2000, ISBN 3-473-33267-4.
- Christian Tielmann: Marie geht zur Kinderärztin. Patmos Verlag, Düsseldorf 2006, ISBN 3-491-42042-3.
- Antje Bones: Wo die Kuh Zuhause ist – Ein ganzes Jahr auf dem Bauernhof. Patmos-Sauerländer Verlag 2007, ISBN 978-3-7941-7603-8.
- Regina Bestle-Körfer, Annemarie Stollenwerk: Fröhliche Weihnachten in aller Welt. Patmos-Sauerländer Verlag 2007, ISBN 978-3-7941-7616-8.
- Monika Lange: Im Zoo ist was los! Sauerländer Verlag, Düsseldorf 2007, ISBN 978-3-7941-9128-4.
- Claudia Toll, Ilka Sokolowski: Wir feiern Ostern – Bräuche, Geschichten und Ideen zum Frühling. Sauerländer Verlag 2008, ISBN 978-3-7941-7625-0.
- Regina Bestle-Körfer, Annemarie Stollenwerk: Laternenfest und Lichtermeer – Mit Kindern Sankt Martin feiern. Sauerländer Verlag Düsseldorf 2009, ISBN 978-3-7941-7631-1.
- Inka Friese: Die Welt der Musik. Ravensburger, Ravensburg 2010, ISBN 978-3-473-32902-1.
- Norbert Golluch: So wohne ich ... und wie wohnst du? Annette Betz Verlag, Wien 2010, ISBN 978-3-219-11159-0.
- Gwyneth Minte: Komm mit, wir entdecken den Wald. Thienemann Verlag, Stuttgart 2011, ISBN 978-3-522-43701-1.
- Norbert Golluch: Das esse ich ... und was isst du? Annette Betz Verlag, Wien 2013. ISBN 978-3-219-11524-6.
- Regina Bestle-Körfer, Annemarie Stollenwerk: Erntefest und Kartoffelfeuer. Sauerländer Verlag 2013, ISBN 978-3-7373-6456-0.
- Christian Tielmann: Lesemaus – Unterwegs mit dem Flugzeug. Carlsen Verlag, Hamburg 2013, ISBN 978-3-551-08447-7.
- Rolf Barth: Unterwegs mit der Eisenbahn. Carlsen Verlag, Hamburg 2015, ISBN 978-3-551-22061-5.
- Steffi Korda: Lesemaus - Die Eisenbahn. Carlsen Verlag, Hamburg 2017, ISBN 978-3-551-08689-1.
- Christine Lange: Lesemaus – Im Garten. Carlsen Verlag, Hamburg 2018, ISBN 978-3-551-08943-4.
- Matthias von Bornstädt: Guck mal – Mein Körper, Carlsen Verlag, Hamburg 2018, ISBN 978-3-551-22081-3.
- Christina Braun: WAS IST WAS – Entdecke die Natur, Tessloff Verlag 2018, ISBN 978-3-7886-2228-2
- Bärbel Oftring: WAS IST WAS – Insekten, Tessloff Verlag 2019, ISBN 978-3-7886-2225-1
- Bärbel Oftring: WAS IST WAS – Wetter, Tessloff Verlag 2020, ISBN 978-3-7886-2230-5
- Bärbel Oftring: WAS IST WAS – Apfel, Birke, Löwenzahn – Kennst du unsere Pflanzen?, Tessloff Verlag 2021, ISBN 978-3-7886-2236-7
- Bärbel Oftring: WAS IST WAS – Alles lebt! Von klitzeklein bis riesengroß, Tessloff Verlag 2023, ISBN 978-3-7886-7753-4

mit Texten von Bianka Minte-König in der mehrfach aufgelegten Reihe Komm mit des Thienemann Verlags, Stuttgart
- Komm mit zum Arzt. 1997, ISBN 978-3-522-43237-5.
- Komm mit, wir ziehen um. 1998, ISBN 978-3-522-43272-6.
- Komm mit, die Schule fängt an. 1999, ISBN 3-522-43300-9; als Mini-Ausgabe 2001, ISBN 3-522-43369-6.
- Komm mit, es weihnachtet sehr. 1999. ISBN 3-522-43311-4.
- Komm mit, wir entdecken den Herbst. 2000. ISBN 3-522-43335-1; Neuausgabe 2009, ISBN 978-3-522-43629-8.
- Komm mit, wir entdecken den Frühling. 2001, ISBN 3-522-43351-3; Neuausgabe 2010, ISBN 978-3-522-43649-6.
- Komm mit, wir entdecken den Winter. 2001, ISBN 3-522-43352-1; Neuausgabe 2013, ISBN 978-3-522-43753-0.
- Komm mit, wir entdecken den Sommer. 2002, ISBN 3-522-43353-X; Neuausgabe 2014, ISBN 978-3-522-43769-1.
- Komm mit, wir entdecken den Fluss. 2003, ISBN 3-522-43461-7.
- Komm mit, wir entdecken die Berge. 2003, ISBN 3-522-43401-3.
- Komm mit, wir entdecken die Jahreszeiten. Sammelband, 2003, ISBN 3-522-43438-2.
- Komm mit, wir entdecken das Meer. 2004, ISBN 3-522-43418-8.
- Komm mit, wir bauen ein Haus. 2005, ISBN 3-522-43497-8.
- Komm mit in den Kindergarten. 2007, als Mini-Ausgabe 2008
- Komm mit in die Schule. 2008, ISBN 978-3-522-43588-8.
- Komm mit, wir entdecken den Wald. 2011, ISBN 978-3-522-43701-1.

mit Texten von Friederun Reichenstetter zu heimischen Tieren im Arena Verlag, Würzburg
- Wie kleine Igel groß werden (mit Audio-CD). 2006, ISBN 3-401-08969-2.
- Die kleine Meise und ihre Freunde (mit Audio-CD). 2008, ISBN 978-3-401-09267-6.
- So leben die kleinen Eichhörnchen (mit Audio-CD). 2008, ISBN 978-3-401-09264-5.
- Wie lebt die kleine Honigbiene? (mit Audio-CD). 2009, ISBN 978-3-401-09458-8; aktualisierte Neuausgabe 2020, ISBN 978-3-401-71643-5.
- Der kleine Marienkäfer und die Tiere auf der Wiese (mit Audio-CD). 2009, ISBN 978-3-401-09549-3.
- Der kleine Fuchs und die Tiere im Wald (mit Audio-CD). 2010, ISBN 978-3-401-09196-9.
- Wie leben die kleinen Waldameisen? (mit Audio-CD) 2010, ISBN 978-3-401-09728-2.
- Wie kleine Igel groß werden und andere Tierkinder-Abenteuer (Taschenbuch-Sammelband) 2010, ISBN 978-3-401-50204-5.
- Der kleine Frosch und seine Freunde (mit Audio-CD). 2011, ISBN 978-3-401-09856-2.
- Der kleine Biber und die Tiere am Fluss (mit Audio-CD). 2011, ISBN 978-3-401-09858-6.
- Der kleine Fuchs und seine Freunde (Taschenbuch-Sammelband) 2012, ISBN 978-3-401-50237-3.
- Der kleine Maulwurf und die Tiere unter der Erde (mit Audio-CD). 2012, ISBN 978-3-401-09937-8.
- Der kleine Delfin und seine Freunde im Meer (mit Audio-CD). 2012, ISBN 978-3-401-09971-2.
- So lebt der kleine Biber und andere Tierkinder-Abenteuer (Taschenbuch-Sammelband) 2013, ISBN 978-3-401-50172-7.
- Die kleine Eule und die Tiere der Nacht (mit Audio-CD). 2013, ISBN 978-3-401-70215-5.
- Der kleine Igel, das Eichhörnchen und ihre Freunde (Sammelband-Sonderausgabe). 2013, ISBN 978-3-401-70337-4.
- Der kleine Dachs und die Tiere als Baumeister (mit Audio-CD). 2014, ISBN 978-3-401-70473-9.
- Wo versteckst du dich, kleine Haselmaus? (mit Audio-CD). 2015, ISBN 978-3-401-70663-4.
- Wohin fliegst du, kleine Fledermaus? (mit Audio-CD). 2016, ISBN 978-3-401-70825-6.
- Wie kleine Feldhasen und Kaninchen groß werden (mit Audio-CD). 2017, ISBN 978-3-401-71089-1.
- Die kleine Ente und ihre Freunde am See (mit Audio-CD). 2018, ISBN 978-3-401-71193-5.
- Die kleine Buche und ihre Freunde (mit Audio-CD). 2019, ISBN 978-3-401-71514-8.
- Schlau wie der Fuchs, treu wie der Hund (mit Audio-CD). 2021, ISBN 978-3-401-71699-2
- Ein kleiner Storch wird groß (Mit Geschichte und Tierstimmen zum Download). 2022, ISBN 978-3-401-71602-2
- Geh hinaus und entdecke Die Tiere in deiner Umgebung (Mit Tierstimmen-Ratespiel zum Downloaden). 2023, ISBN 978-3-401-71901-6

#### Sachbücher für Erstleser
mit Texten von Friederun Reichenstetter, Arena Verlag
- Der Igel 2017, ISBN 978-3-401-70948-2; Neuausgabe 2020, ISBN 978-3-401-71724-1.
- Der Fuchs 2017, ISBN 978-3-401-70949-9; Neuausgabe 2021, ISBN 978-3-401-71722-7.
- Die Honigbiene 2018, ISBN 978-3-401-71181-2; Neuausgabe 2021, ISBN 978-3-401-71773-9.
- Das Kaninchen und der Feldhase 2018, ISBN 978-3-401-71182-9; Neuausgabe 2020, ISBN 978-3-401-71723-4.
- Die Eulen 2018, ISBN 978-3-401-71188-1; Neuausgabe 2021, ISBN 978-3-401-71774-6.
- Die Fledermäuse 2019, ISBN 978-3-401-71371-7; Neuausgabe 2021, ISBN 978-3-401-71776-0.
- Der Wolf 2019, ISBN 978-3-401-71348-9; Neuausgabe 2021, ISBN 978-3-401-71775-3.
- Die Wildkatze 2020, ISBN 978-3-401-71573-5.
- Der Wald 2021, ISBN 978-3-401-71730-2
- Die Delfine 2022, ISBN 978-3-401-71834-7

### Illustrationen für Sachbücher / Ratgeber
mit Texten von Regina Bestle-Körfer, erschienen im Herder Verlag, Freiburg im Breisgau
- Das Kindergarten-Jahreszeitenbuch. 2011, ISBN 978-3-451-32349-2.
- Das Kindergarten-Sinnebuch. 2013, ISBN 978-3-451-32620-2.
- Das Kindergarten-Entspannungsbuch. 2014, ISBN 978-3-451-32721-6.
- Das Krippenkinder-Entspannungsbuch. 2014, ISBN 978-3-451-32869-5.
- Das Kindergarten-Gefühlebuch. 2017, ISBN 978-3-451-34919-5.
- Das Krippenkinder-Sinnebuch. 2017, ISBN 978-3-451-37644-3.

- Projekte in der Kita – Jahreszeiten. 2019, ISBN 978-3-451-38082-2.
- Projekte in der Kita – Gefühle. 2019, ISBN 978-3-451-37890-4.
- Projekte in der Kita – Wald. 2019, ISBN 978-3-451-38350-2.
- Projekte in der Kita – Schulstart. 2020, ISBN 978-3-451-38606-0.
- Projekte in der Kita – Feuerwehr. 2020, ISBN 978-3-451-38721-0.
- Projekte in der Kita – Polizei. 2021, ISBN 978-3-451-38747-0
- Projekte in der Kita – Baby. 2022, ISBN 978-3-451-39206-1
- Projekte in der Kita – Ich-Du-Wir. 2023, ISBN 978-3-451-39435-5